# Guerra dos Sexos (trilha sonora)

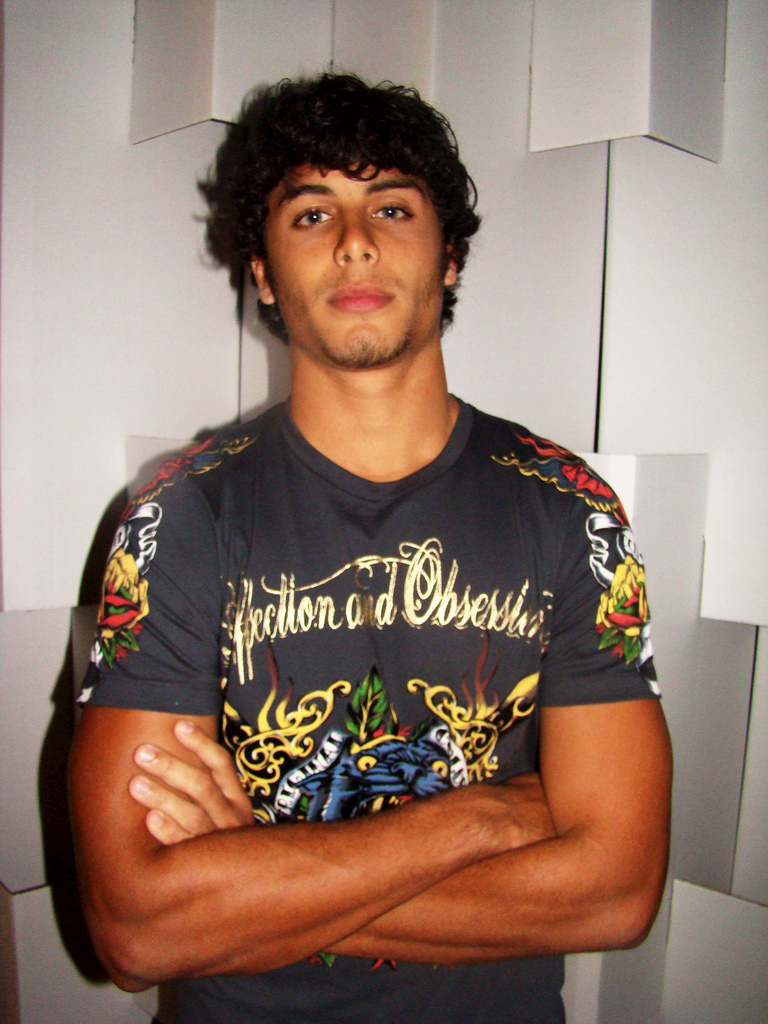
A canção "Feel Love Now", do modelo e disc jockey (DJ) brasileiro Jesus Luz (imagem), foi inclusa na trilha sonora internacional da telenovela. Além disso, Luz era também membro do elenco principal de Guerra dos Sexos.

A seguir apresentam-se os lançamentos discográficos de Guerra dos Sexos, uma telenovela brasileira de autoria do dramaturgo Sílvio de Abreu produzida pela rede de televisão TV Globo e transmitida no horário das 19 horas desde 1 de outubro de 2012 até 27 de abril de 2013 ao fim de 179 capítulos, substituindo Cheias de Charme (2012) e sendo posteriormente substituída por Sangue Bom (2013). O seu elenco principal é integrado por uma vasta gama de atores e atrizes. Dentre estes, destacam-se Tony Ramos, Irene Ravache, Reynaldo Gianecchini, Mariana Ximenes, Glória Pires, Eriberto Leão, Paulo Rocha, Guilhermina Guinle, Bianca Bin, Edson Celulari, Luana Piovani, Thiago Rodrigues, Drica Moraes, entre outros.
"São mais de 50 músicas originais. Todas elas 100 por cento acústicas, com músicos dos mais diversos instrumentos."
— Mú Carvalho falando sobre a trilha sonora de Guerra dos Sexos.
Mú Carvalho, o produtor de música de Guerra dos Sexos, juntamente com o diretor da telenovela, Jorge Fernando, foram os responsáveis pela seleção das canções para telenovela. Ao longo da sua transmissão original, foram lançados três álbuns de compilação sob o formato de trilha sonora pela distribuidora sonora Som Livre. Estes são a trilha nacional, instrumental, e internacional, sendo que a nacional contém músicas cantadas em língua portuguesa e por cantores do Brasil, a instrumental apresenta os temas instrumentais da telenovela, e a internacional contém músicas cantadas em língua castelhana e inglesa por cantores internacionais e nacionais.
Os cantores Deborah Blando e Daniel Boaventura, este último um membro do elenco da telenovela, têm duas canções nas trilha sonoras, uma na nacional e outra na internacional.

## Nacional
O disco Guerra dos Sexos Nacional foi lançado em novembro de 2012 e consiste em dezoito faixas. Na sua capa podemos ver estampadas as imagens do ator Reynaldo Gianecchini à esquerda e a da atriz Mariana Ximenes à direita. Gianecchini está caracterizado como o seu personagem, "Nando" Cardoso, uma vez que está vestido com um fato de motorista. Ximenes também está caracterizada como a sua personagem, Juliana de Alcântara Pereira Barreto. Eles estão abraçados em frente a um automóvel semelhante ao do personagem de Tony Ramos, Otávio de Alcântara e Silva, em um campo verde aberto. Ao fundo, vê-se o castelo dos personagens Otávio e Charlô de Alcântara Pereira Barreto (Irene Ravache).
Na trilha sonora, pode-se notar uma variada mistura de sons e estilos, com uma ampla variedade de vozes femininas consagradas, tais como Elis Regina, Rita Lee, Wanderléa e Angela Maria. O ator Daniel Boaventura, que interpreta o personagem malandro de nome Nenê na telenovela, é o cantor da música "São Paulo, São Paulo", que ambienta o personagem. A canção é uma espécie de "resposta" à canção "New York, New York", popularizada pelo cantor norte-americano Frank Sinatra em 1980. A cantora de música rock Rita Lee, após saber que a música "Rapaz", cantada e co-composta por ela e o seu esposo, havia sido incluída na trilha da telenovela, declarou: "Fazer parte da trilha é uma glória!". Tema da personagem Analu (Raquel Bertani), a faixa foi inspirada na atriz norte-americana Rita Hayworth em uma de suas cenas no filme Gilda (1946). "Pensei nela com aquele tomara-que-caia vermelho, encenando um strip-tease para um rapaz", comentou Lee. O cantor Milton Guedes teve uma reação semelhante quando ouviu a canção "Mulheres" sendo tocada em Guerra dos Sexos: "É sempre um susto bom quando ouço a música na novela! Emoção pura. [...] Ter uma canção na trilha de uma novela é uma das melhores formas de divulgação para um artista. Um privilégio." Sobre trabalhar com Jorge Fernando, ele disse: "É especial quando temos nosso trabalho reconhecido e o Jorge Fernando é um grande incentivador do meu trabalho." Jorge Guilherme, cantor da faixa "Ela", que é tema do personagem Ulisses (Eriberto Leão) na trama, revelou que chorou ao ouvir a música no primeiro capítulo da novela: "É como ver algo que você ama muito em uma grande conquista. Chorei mesmo!"

"A música tem papel fundamental em todos os meios de comunicação. Leva emoção, alegria, tristeza, todos os sentimentos."

— Milton Guedes falando sobre o impacto que "Mulheres" teria na trama.
A música de abertura de Guerra dos Sexos, que propositadamente leva o mesmo título que a telenovela, está inclusa no disco das canções em português. É a mesma da versão original da telenovela, porém, foi regravada pela banda The Originals para acomodar a nova versão de Guerra dos Sexos. Outra música que foi regravada e que estava inclusa na trilha sonora da versão original é "Anjo", originalmente gravada pela banda Roupa Nova em 1983. De acordo com o produtor musical Mú Carvalho, a música "foi um grande sucesso na voz de Dalto, que é o compositor, e também na voz do Roupa Nova." Carvalho comentou também: "Mas, aqui nesta novela, fizemos um arranjo para a Deborah Blando cantar que ficou muito interessante. Comentando sobre a sua felicidade por ter uma canção na trilha sonora da telenovela, o rapper Projota afirmou: "Acredito que isso demonstra mais uma vez a expansão do meu trabalho, mais uma porta aberta, o que me deixa muito feliz". Wanderléa, a cantora da canção "Te Amo", revelou estar feliz com a inclusão de uma música sua na telenovela: "Acho maravilhosa a projeção da TV. A expansão musical pelas novelas sempre influencia, mesmo que seja antiga. Esse é um dos êxitos do meu histórico de sucessos e os autores escolherem  [sic] uma das regravações. A música é interessante por ser atemporal." Em Guerra dos Sexos, "Te Amo" é o tema da personagem Lucilene, interpretada pela ex-BBB Thalita Lippi.
"O Jorge Fernando foi fundamental. Agradeço a todos, desde o querido Sílvio de Abreu até o Eriberto Leão, que fez elogios à música."
— Jorge Guilherme agradecendo pela inclusão da música "Ela" na trilha sonora de Guerra dos Sexos.

### Alinhamento de faixas
O alinhamento das faixas de Guerra dos Sexos Nacional foi publicado pela TV Globo em 18 de outubro de 2012. Este alinhamento consistia em dezesseis músicas. Contudo, no mês seguinte, foi publicado um novo alinhamento, que continha dezoito faixas, incluindo "Aquela Velha Canção", de Marisa Monte, e "Me Beija Agora", da Banda Calypso.
| Versão padrão  |                                             |                                                                                     |                           |         |  |
| N.º            | Título                                      | Compositor(es)                                                                      | Personagem(ns)            | Duração |  |
| 1.             | "Simplesmente Aconteceu" (Ana Carolina)     | Chiara Civello, Dudu Falcão                                                         | Vânia e Felipe            | 3:37    |  |
| 2.             | "Comigo É Assim" (Elis Regina)              | José Menezes, Luiz Bittencour                                                       | Nieta                     | 2:00    |  |
| 3.             | "Viva a Alegria" (A Cor do Som)             | Kledir Ramil                                                                        | Nando                     | 3:24    |  |
| 4.             | "Perigosa" (Zé Ricardo)                     | Luiz António, Porto Gomes                                                           | Carolina                  | 4:34    |  |
| 5.             | "Aquela Velha Canção" (Marisa Monte)        |                                                                                     | Roberta                   | 3:25    |  |
| 6.             | "São Paulo, São Paulo" (Daniel Boaventura)  | Claus Petersen, Marcelo Galbetti, Mario Biafra Munk, Oswaldo Luiz, Wandi Doratiotto | Nenê; Cidade de São Paulo | 2:57    |  |
| 7.             | "Rapaz" (Rita Lee)                          | Rita Lee, Roberto de Carvalho                                                       | Analu                     | 3:34    |  |
| 8.             | "Guerra dos Sexos" (The Originals)          | Augusto Cesar, Claudio Rabello, Miguel                                              | Abertura                  | 4:10    |  |
| 9.             | "Me Beija Agora" (Banda Calypso)            | Beto Caju, Marquinhos Maraial, Michael Sullivan                                     | Frô                       | 3:06    |  |
| 10.            | "Vem Que Tem" (Eduardo Dusek e Elza Soares) | Eduardo Dusek                                                                       | Tema Geral                | 3:45    |  |
| 11.            | "Esse Cara" (Ângela Maria)                  | Caetano Veloso                                                                      | Manoela                   | 3:29    |  |
| 12.            | "Chuva de Novembro" (Projota)               | André Maini, Projota                                                                | Ronaldo                   | 5:05    |  |
| 13.            | "Anjo" (Deborah Blando)                     | Claudio Rabello, Dalto Medeiros, Renato Correa                                      | Nando e Juliana           | 3:29    |  |
| 14.            | "Nada Demais" (Ricky Vallen)                | Ricky Vallen                                                                        | Carolina                  | 4:21    |  |
| 15.            | "Mulheres" (Milton Guedes)                  | Ivan Santos                                                                         | Felipe                    | 3:20    |  |
| 16.            | "Nosso Amor" (Célia)                        | Eduardo Ribeiro, Mauro Motta                                                        | Juliana e Fábio           | 2:46    |  |
| 17.            | "Ela" (Jorge Guilherme)                     | Jorge Guilherme                                                                     | Ulisses                   | 4:13    |  |
| 18.            | "Te Amo" (Wanderléa)                        | Roberto Correa, Sylvio Sion                                                         | Lucilene e Ulisses        | 3:29    |  |
| Duração total: | Duração total:                              | Duração total:                                                                      | Duração total:            | 62:04   |  |

## Instrumental
O disco com as faixas instrumentais foi lançado em janeiro de 2013. Na sua capa, está estampado o logótipo da telenovela no centro e pode-se ver uma pauta musical desfocada no plano de fundo, que por sua vez é da cor creme. Composto por vinte e oito canções, o álbum é uma compilação das músicas originais de Mú Carvalho, o produtor musical de Guerra dos Sexos.

### Alinhamento de faixas
| Versão padrão |                                   |         |  |
| N.º           | Título                            | Duração |  |
| 1.            | "Hello Mr. Duke!"                 |         |  |
| 2.            | "Elegant walk"                    |         |  |
| 3.            | "Teu perfume na carta"            |         |  |
| 4.            | "Ação groove bisous"              |         |  |
| 5.            | "Tristremolo"                     |         |  |
| 6.            | "Tropa dos loucos"                |         |  |
| 7.            | "The troop rides again"           |         |  |
| 8.            | "Bulletproff"                     |         |  |
| 9.            | "Moo's love theme"                |         |  |
| 10.           | "Tema perua"                      |         |  |
| 11.           | "Mancínica 3"                     |         |  |
| 12.           | "Funk clav action moo"            |         |  |
| 13.           | "High nervous 2"                  |         |  |
| 14.           | "Susp g minor"                    |         |  |
| 15.           | "High nervous 3"                  |         |  |
| 16.           | "Susp bisous 1"                   |         |  |
| 17.           | "Triste beijo"                    |         |  |
| 18.           | "Bisous salé 1"                   |         |  |
| 19.           | "Elegant Walk (Piano & Trombone)" |         |  |
| 20.           | "GTR Pan"                         |         |  |
| 21.           | "Bisous salé 2"                   |         |  |
| 22.           | "Hello Mr. Duke! (Organ)"         |         |  |
| 23.           | "Susp bisous 2"                   |         |  |
| 24.           | "Melancholic mood"                |         |  |
| 25.           | "The final battle"                |         |  |
| 26.           | "Tristenso Moo"                   |         |  |
| 27.           | "Elegant Walk (Piano Fun)"        |         |  |
| 28.           | "Suspfreud"                       |         |  |

## Internacional
O disco com as canções em língua castelhana e inglesa foi lançado pela gravadora Som Livre logo no início de março de 2013. Na sua capa, está estampada a imagem dos actores Edson Celulari e Glória Pires caracterizados como os personagens Filipe de Alcântara Barreto e Roberta Leone, respectivamente. Eles estão de costas um para o outro e com os seus rostos virados para a câmara, apresentando expressões faciais de desgosto um contra o outro, uma vez que os personagens tinham uma relação atribulada. O logótipo da telenovela, seguido do texto "Internacional" abaixo de si, está disposto na oblíqua no canto inferior esquerdo. O logotipo da emissora está disposto no canto inferior direito.
Composto por quinze faixas, o álbum incorpora quatro géneros musicais distintos: o country, o instrumental, o pop e o rock. O disco contém também êxitos nas paradas musicais, como "Shadow Days" do cantor e compositor norte-americano John Mayer, e canções de artistas bem-sucedidos, como "Glitter and Gold" da cantora britânica Rebecca Ferguson. O álbum apresenta ainda músicas em língua inglesa de cantores brasileiros. Um exemplo é "I Loved You" de Daniel Boaventura, que também é membro do elenco da telenovela, "In Your Eyes", um dueto de Deborah Blando e o disc jockey (DJ) italiano Antonio Eudi, e "Feel Love Now" do modelo Jesus Luz com Miss Palmer nos vocais, que também é membro do elenco da telenovela.
A canção "Can't Say No", do cantor britânico Conor Maynard, era usada para ambientar algumas cenas da telenovela. Contudo, sem alguma razão apresentada pela gravadora, não faz parte do alinhamento das faixas da trilha internacional.

### Alinhamento de faixas
| Versão padrão  |                                                                          |                                          |                        |         |  |
| N.º            | Título                                                                   | Compositor(es)                           | Personagem(ns)         | Duração |  |
| 1.             | "Shadow Days" (John Mayer)                                               | John Mayer                               | Juliana e Nando        | 3:53    |  |
| 2.             | "Glitter & Gold" (Rebecca Ferguson)                                      | Rebecca Ferguson, Alex Smith, Paul Barry | Locação: São Paulo     | 3:29    |  |
| 3.             | "Bewitched" (Ronaldo Canto e Mello)                                      |                                          | Locação: Charlô's      | 2:59    |  |
| 4.             | "Calling" (Dan Torres)                                                   |                                          |                        | 3:45    |  |
| 5.             | "Contigo En La Distancia" (Caetano Veloso)                               |                                          | Charlô e Otávio        | 3:10    |  |
| 6.             | "Fake Station" (Fleeting Circus)                                         |                                          | Ulisses                | 4:12    |  |
| 7.             | "Feel Love Now" (Jesus Luz com participação Miss Palmer)                 |                                          | Festas                 | 3:58    |  |
| 8.             | "I Loved You" (Daniel Boaventura com participação de Paula Fernandes)    |                                          | Nando e Roberta        | 4:08    |  |
| 9.             | "In Your Eyes" (Deborah Blando & Antonio Eudi)                           |                                          | Isadora                | 3:10    |  |
| 10.            | "Live Life" (João Pinheiro)                                              |                                          | Locação: São Paulo     | 4:26    |  |
| 11.            | "Vip Vop (Very Important People / Very Ordinary People)" (instrumental)) | Leo Gandelman                            |                        | 5:52    |  |
| 12.            | "You're the Top" (Alessandra Maestrini)                                  |                                          | Locação: Loja Charlo's | 2:39    |  |
| 13.            | "Cuarenta Grados" (Lan Lan)                                              |                                          | Vânia e Ulisses        | 2:15    |  |
| 14.            | "Show Me" (Lauryn Vyce)                                                  |                                          |                        | 2:58    |  |
| 15.            | "All the Boys" (Divalola)                                                |                                          |                        | 2:49    |  |
| Duração total: | Duração total:                                                           | Duração total:                           | Duração total:         | 50:23   |  |